# أليسا تيشينكو
أليسا سيرجيفنا تيشينكو (الروسية: Алиса Сергеевна Тищенко ؛ من مواليد 17 فبراير 2004) هي لاعبة جمباز إيقاعية روسية. وهي صاحبة الميدالية الفضية وصيفة أولمبياد المجموعة في دورة الألعاب الأولمبية الصيفية 2020 في طوكيو، إلى جانب أناستازيا بليزنيوك وأناستاسيا ماكسيموفا وأنجيلينا شكاتوفا وأناستاسيا تاتاريفا. بطلة العالم للناشئين 2019 ، في حدث الفريق ، وحدث 5 هوبس و 5 شرائط، وبطولة المجموعة الأوروبية للناشئين 2019 في حدث الفريق ، وحدث 5 هوبس و 5 شرائط.

## روابط خارجية
- Alisa Tishchenko في الاتحاد الدولي للجمباز